# Gran sello del estado de Tennessee
El gran sello del estado de Tennessee es la insignia oficial de Tennessee, Estados Unidos.

## Orígenes
Un gran sello oficial de Tennessee está previsto en la Constitución del Estado de Tennessee del 6 de febrero de 1796. Sin embargo, el diseño no se realizó hasta el 25 de septiembre de 1801.

## Simbolismo
Los números romanos XVI, en representación de Tennessee como el 16 estado en entrar a Estados Unidos, se encuentran en la parte superior del sello. 
Las imágenes de un arado, un haz de trigo, una planta de algodón, y la palabra "Agriculture" ("Agricultura") están por debajo de las tres imágenes que ocupan el centro del sello. El trigo y el algodón eran, y todavía son, importantes cultivos comerciales en el Estado. 
La mitad inferior del sello se suponía que originalmente debía mostrar un barco y un barquero con la palabra "Commerce" ("Comercio") debajo, pero se cambió a un bote de fondo plano, sin barquero posteriormente. El comercio del río era importante para el Estado debido a tres grandes ríos: el río Tennessee, el río Cumberland, y el río Misisipi, el barco sigue representando la importancia del comercio para el Estado. 
Alrededor de las imágenes están las palabras "The Great Seal of the State of Tennessee" ("El Gran Sello del Estado de Tennessee"), y "1796". El día y el mes se han caído de los diseños más tarde.